# Francisco Gómez Durán
Francisco "Paco" Gómez Durán (siglo XIX-1926) fue un fotógrafo español activo en Valencia.

## Biografía
Gómez Durán, un militar que había participado en la guerra de Cuba, más adelante se dedicó a la fotografía. Fue un fotorreportero de importancia en la época, activo en el Levante español y corresponsal en Valencia de la prensa periódica madrileña, por ejemplo en la revista La Esfera.Algunas de sus fotografías habrían servido para ilustrar la Enciclopedia universal ilustrada europeo-americana. En junio de 1926 se daba noticia de su fallecimiento en la localidad valenciana de Chirivella.